# 牧泰昌の夕やけジャーナル
牧泰昌の夕やけジャーナル（まきやすまさのゆうやけジャーナル）とは、STVラジオで放送されていたラジオ番組である。放送期間は2006年4月3日から2008年3月28日まで。番組タイトルは番組開始から2006年9月29日まで「牧・谷口の夕やけジャーナル」（まきたにぐちのゆうやけジャーナル）だった。
後番組として、2008年3月31日から「牧やすまさのスーパースクランブル」（15:00～17:50）を放送。

## 放送時間
- ナイターオフ月曜～金曜 16:00~17:57
- ナイターオフ月曜～金曜 16:00～18:00

## パーソナリティ
- 牧泰昌
- 谷口祐子（STVアナウンサー）

後番組の「スーパースクランブル」でもこの2人がパーソナリティを担当する。

## 主なコーナー
- 夕焼けフラッシュ
- 今日の夕刊
- ランラン号レポート
- セイコーマート 大人の時間
- ジャーナル横丁
- アサヒスーパードライ まちの情熱きわめつけ（金曜、担当は堺なおこ）
- ニュースフラッシュ

ほとんどのコーナーはタイトルが変更されたものもあるが後番組の「スーパースクランブル」でも放送される。

## ネット番組
- 川中美幸 人・うた・心（文化放送制作）
- ニュース・パレード（文化放送制作）
- コマツ・メジャーショウアップ（メジャー開催期間のみ）（ニッポン放送制作） - メジャーリーグ開催期間のみ
- 黒木瞳 ホッとGoing（ニッポン放送制作） - 途中打ち切り

| STVラジオ 平日16：00枠                  | STVラジオ 平日16：00枠   | STVラジオ 平日16：00枠                          |
| 前番組                                  | 番組名                   | 次番組                                          |
| --------------------------------------- | ------------------------ | ----------------------------------------------- |
| ドライビングパートナー・STVホットライン | 牧泰昌の夕やけジャーナル | 牧やすまさのスーパースクランブル ※15:00 - 18:00 |